# Swiss Open 1974
Het Zwitsers Open is een golftoernooi dat in 1923 voor het eerst werd gespeeld en behoort tot de Europese PGA Tour sinds die in 1972 werd opgericht. In 1974 werd het gespeeld van 26-29 juli op de baan van de Golf Club Crans-sur-Sierre. Het prijzengeld was ongeveer € 24.000, waarvan de winnaar € 5.000 kreeg. Titelverdediger Graham Marsh eindigde op de 27ste plaats.
De par van de baan was 70.
Manuel Ballesteros (oudere broer van Seve) scoorde in de eerste ronde 66 en dat zou de rest van de week het toernooirecord blijven. Daarna speelde hij drie keer boven par, zodat hij op de 30ste plaats eindigde. De cut was +8. Hugh Baiocchi, die in 1972 prof was geworden en nog nooit in Crans had gespeeld, won het Open met een score van 278 (-2), een groot verschil met de scores die in latere Opens werden gemaakt. José María Olazábal won bijvoorbeeld in 1986 met -26 en de Canadees Jerry Anderson in 1984 zelfs met -27.

Beste amateur was Engelsman Graham Burroughs met een score van 285 en een gedeeld 13de plaats.

## Top 10
| Nr  | Speler            | Score            | Score |
| --- | ----------------- | ---------------- | ----- |
| 1   | Bob Charles       | 70-70-67-68=275  | -5    |
| 2   | Tony Jacklin      | 72-72-64-68=276  | -4    |
| 3   | Dale Hayes        | 71-64-72-72=279  | -1    |
| T4  | Hugh Baiocchi     | 70-71-67-72=280  | par   |
| T4  | Jack Newton       | 69-69-72-70=280  | par   |
| T6  | Vicente Fernandez | 72-71-71-68=282  | +2    |
| T6  | Guy Hunt          | 69-74-70-69=282  | +2    |
| T6  | Donald Swaelens   | 68-69-70--75=282 | +2    |
| 9   | Jean Garaialde    | 73-72-67-71=283  | +3    |
| T10 | Andrew Brooks     | 70-75-68-71=284  | +4    |
| T10 | Francisco Abreu   | 72-72-72-69=284  | +4    |
| T10 | ?? D Edwards      | 69-71-71-73=284  | +4    |

Vanaf 1972:
1972 · 
1973 · 
1974 · 
1975 · 
1976 · 
1977 · 
1978 · 
1979 · 
1980 · 
1981 · 
1982 ·   
1983 · 
1984 ·
1985 ·
1986 ·
1987 ·
1988 ·
1989 ·
1990 ·
1991 ·
1992 ·
1993 ·
1994 ·
1995 ·
1996 · 
1997 ·
1998 ·
1999 · 
2000 · 
2001 · 
2002 · 
2003 · 
2004 · 
2005 · 
2006 · 
2007 · 
2008 · 
2009 · 
2010 · 
2011 · 
2012 · 
2013 · 
2014
1972 ·
1973 ·
1974 ·
1975 ·
1976 ·
1977 ·
1978 ·
1979 ·
1980 ·
1981 ·
1982 ·
1983 ·
1984 ·
1985 ·
1986 ·
1987 ·
1988 ·
1989 ·
1990 ·
1991 ·
1992 ·
1993 ·
1994 ·
1995 ·
1996 ·
1997 ·
1998 ·
1999 ·
2000 ·
2001 ·
2002 ·
2003 ·
2004 ·
2005 ·
2006 ·
2007 ·
2008 ·
2009 ·
2010 ·
2011 ·
2012 ·
2013 ·
2014 ·
2015 ·
2016

## Links
- Volledige Uitslag